# Akher Gharam
Akher Gharam – debiutancki album libańskiej piosenkarki Amal Hijazi wydany w 2001 roku przez wytwórnię Dilara Master Production. Album stał się jedną z najlepiej sprzedających się płyt, wydanych przez arabskojęzycznego wykonawcę.

## Lista utworów
- Rayyah Balak
- Wainak
- Habibi Oud
- Keef Ma Badak
- Ala el Mose'a
- Ashqr
- Zalem
- Maghroom
- Nefsak
- Ghanniet
- Akher Gharam